# Ганелін В'ячеслав Шевелевич
В'ячесла́в Ше́велевич Гане́лін (івр. ויאצ'סלב שבלביץ' גנלין, рос. Вячеслав Шевелевич Ганелин, 17 грудня 1944, смт Красково, Люберецький район, Московська область, РРФСР, СРСР) — радянський та ізраїльський композитор, джазовий музикант.

## Біографія
З батьками переїхав з Москви до Вільнюса 1951 року. З кінця 1960-х разом з Володимиром Тарасовим (ударні інструменти), який переїхав до Вільнюса з Архангельська 1967 року, і фотографом Григорієм Таласом (контрабас) грав джаз у вільнюському кафе «Нерінга». Закінчив Вільнюську державну консерваторію. У 1968—1984 роках завідувач музичною частиною Російського драматичного театру в Вільнюсі.
З 1970 року Ганелін і Тарасов формально значилися учасниками художньої самодіяльності Будинку культури будівельників. Виступали дуетом на фестивалі «Янтарна труба» в Каунасі, на джазових фестивалях в Горькому (1970), Донецьку (1971). У Свердловську, де Ганелін, Талас і Тарасов виступали з концертом, познайомилися з саксофоністом Володимиром Чекасіним. Після переїзду Чекасіна до Вільнюса (1971), де він почав працювати в духовому оркестрі «Трімітас», утворилося відоме джазове тріо Ганелін — Тарасов — Чекасін (ГТЧ), яке виступало під егідою Державної філармонії Литовської РСР. Тріо ГТЧ виступало на фестивалях «Юність-71» у Дніпропетровську, «Подорож у світ джазу» в Москві (1971), пізніше за кордоном по всій Європі, крім Албанії, і 1986 року в США в 16 найбільших містах, випустило багато записів.
Тріо існувало по 1986 рік. Прекрасне знання як академічного, так і джазового авангарду XX століття, вільне художнє мислення дозволяло їм створювати музичні картини, засновані на оригінальному переплетенні фрі-джазу, фольклору, модального джазу та камерної музики. Тріо ГТЧ стало першою радянською групою, яка підкорила Західну Європу музикою, не наслідуючи відомі американські зразки.
Ганелін вже 1985 року за авторитетними європейськими і американськими опитуваннями входив до числа найкращих джазових композиторів і найкращих виконавців в області вільного джазу — легендою радянського джазу, був членом Спілки композиторів. Написав музику до більш ніж 30 вистав і 6 мюзиклів. Автор музики кількох концертів для окремих інструментів, понад 50 пісень і музики до понад 60 кінофільмів кіностудій «Мосфільм», «Ленфільм», «Литовська кіностудія» та ін. За мотивами повісті Казіса Борути «Млин Балтарагіса» написав мюзикл; ставився в театрах, реалізований в кінофільмі-мюзиклі «Чортова наречена» (лит. «Velnio nuotaka»; 1974; режисер Арунас Жебрюнас), саундтрек випущений платівкою фірми Мелодія. Написав оперу «Руда Брехуха і солдат», поставлену 1977 року Московським камерним музичним театром. Всього написав три опери.
1987 року переїхав до Ізраїлю. Викладає на джазовому відділенні Єрусалимської Академії музики композицію, музику кіно і гру на фортепіано. Член Спілки композиторів Ізраїлю з 1988 року. З 1996 завідує джазовою кафедрою в Єрусалимській Академії Музики. Активно концертує і бере участь у джазових фестивалях. Є художнім керівником Єрусалимського джазового фестивалю «Джаз Глобус». П'ять фільмів з музикою В. Ганеліна були удостоєні почесних премій на міжнародних фестивалях у Венеції, Стокгольмі, Барселоні та Вашингтоні.
Виступає з багатьма музикантами з різних країн: Ерікою Цімбровською і її чоловіком художником Вадимом Пуєндаєвим, також з художником-перформансистом Алексом Кремером, дуетами, орієнтованими на етнічну музику: зі співачкою Есті Офрі Кенан і з Гершон Вайсерфірером — виконавцем на уді, зі скрипалем Моті Шмідтом, з ударником Міккі Марковичем та саксофоністом Борисом Гаммером, грає з Пятрасом Вішняускасом та з Клаусом Кугелем (The Ganelin Trio Priority).

## Фільмографія
- 1969 — «Красуня» (реж. А. Жебрюнас)
- 1971 — «Де золото королеви?» (док. фільм)
- 1973 — «Опівнічник» (реж. А. Жебрюнас)
- 1974 — «Садуто туто» (реж. А. Грікявічус)
- 1974 — «Чортова наречена» (реж. А. Жебрюнас)
- 1976 — «Смок і Малюк» (реж. Р. Вабалас)
- 1976 — «Пригоди Калле-сищика» (реж. А. Жебрюнас)
- 1977 — «Обмін» (реж. Р. Вабалас)
- 1974 — «Осінь мого дитинства» (реж. Г. Лукшас)
- 1977 — «Горіховий хліб» (реж. А. Жебрюнас)
- 1978 — «Комедія помилок»
- 1978 — «Не буду гангстером, дорога» (реж. А. Пуйпа)
- 1979 — «Тир» (мультфільм)
- 1979, 1980 — «Блукаючі вогники» (реж. Г. Лукшас)
- 1980 — «Хто заплатить за удачу» (реж. К. Худяков)
- 1981 — «З вечора до полудня» (реж. К. Худяков)
- 1982 — «Приватне життя» (реж. Ю. Райзман)
- 1982 — «Англійський вальс» (реж. Г. Лукшас)
- 1982 — «Термін давності» (реж. Л. Агранович)
- 1983 — «Компаньйони» (реж. Е. Дмитрієв, «Укртелефільм»)
- 1983 — «Ювілей» (мультфільм)
- 1984 — «Парад планет» (реж. В. Абдрашитов)
- 1984 — «Щаслива, Женька!» (реж. О. Панкратов)
- 1984 — «Успіх» (реж. К. Худяков)
- 1985 — «П'ять хвилин страху»
- 1986 — «Попутник» (реж. І. Кіасашвілі)
- 1986 — «Усі проти одного» (реж. А. Поздняков)
- 1987 — «Клуб жінок» (реж. В. Фокін)
- 1987 — «Везуча»
- «Дистанція»
- 1987 — «Претендент» (реж. К. Худяков)
- 1990 — «Мати Ісуса» (реж. К. Худяков)
- 1994—1998 — «Без зворотної адреси» (реж. К. Худяков)
- 1994 — «Людина, яка любила іврит» (Ізраїль)
- 1995 — «Юдейська вендетта» (реж. О. Шабатаєв (Ізраїль, Молдова, Росія)
- 1992 — «Мішель» (реж. К. Худяков)
- 2003 — «Інша жінка, інший чоловік...» (реж. К. Худяков)
- 2004 — «Ар'є» (реж. Р. Качанов (Росія, Ізраїль, Литва)
- 2008 — «Тіні Фаберже» (реж. О. Бородянський)
- 2015 — «Життя чоловіка восени» (реж. Г. Лукшас (Литва)
- 2018 — «Гора сов» (реж. А. Юзенас (Литва)

## Вибрана дискографія
- 1976 — Con Anima (Мелодія)
- 1979 — Catalogue: Live in East Germany (Leo[en])
- 1980 — Concerto Grosso (Мелодія)
- 1981 — Con Fuoco (Leo[en])
- 1981 — Baltic Triangle (Leo[en])
- 1982 — Poi Segue (Мелодія)
- 1982 — Non Troppo (Мелодія)
- 1982 — Ancora da Capo (Мелодія)
- 1983 — New Wine (Leo[en])
- 1983 — Vide.1981 (Leo[en])
- 1984 — Strictly For Our Friends (Leo[en])
- 1984 — Semplice (Мелодія)
- 1985 — Con Affetto (Мелодія)
- 1986 — Traango .. In Nickelsdort (Leo[en])
- 1988 — Poco A Poco (Leo[en])
- 1989 — Inverso
- 1989 — Jerusalem February Cantible (Leo[en])
- 1989 — Opuses (Leo[en])
- 1990 — Non Troppo (Leo[en])
- 1992 — San Francisco Hoidays
- 1993 — Encores (Leo[en])
- 1995 — Old Bottles (Leo[en])
- 1995 — Trio Alliance (Leo[en])
- 2000 — On Stage Backstage (Leo[en])
- 2003 — 15 Year Reunion (Leo[en])
- 2003 — Birds of Passage (Leo[en])
- 2004 — Eight Reflections of the Past Century (Auris Media)
- 2005 — Live in Germany (Auris Media)
- 2006 — Priority: Live at the Lithuanian National Philharmony Vilnius (Nemu)
- 2006 — Falling into Place (Auris Media)
- 2007 — Ne Slyshno (Auris Media)